# Modave
Modave (in vallone Modåve) è un comune belga di 3 719 abitanti, situato nella provincia vallona di Liegi.

## Altri progetti

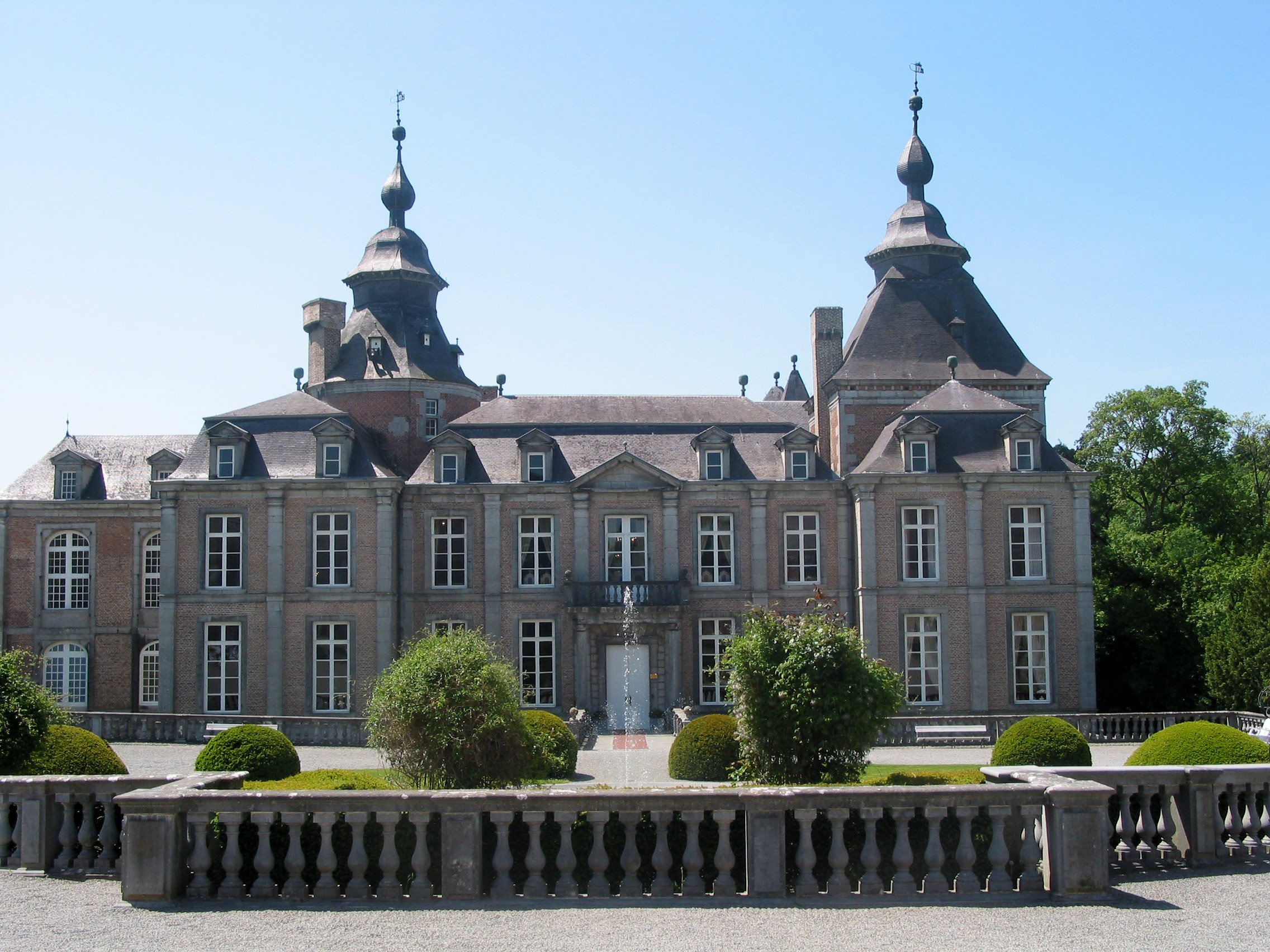
Castello di Modave